# Công nhận các cặp cùng giới ở Bulgaria
Bulgaria không công nhận bất kỳ loại hôn nhân cùng giới. Các chủ đề của hôn nhân cùng giới, quan hệ đối tác đăng ký cùng giới, nhận con nuôi của các cặp cùng giới đã được thảo luận thường xuyên trong vài năm qua.
Hiến pháp Bulgaria định nghĩa hôn nhân là sự kết hợp giữa nam và nữ, nghiêm cấm việc hợp pháp hóa hôn nhân cùng giới. Chỉ những cuộc hôn nhân dân sự được pháp luật ở Bulgaria công nhận.

## Kết hợp dân sự
Trong năm 2008 và 2009, đã có nhiều cuộc tranh luận trên một số đài truyền hình quốc gia về chủ đề kết hợp dân sự với sự tham gia của các chính trị gia, các nhà lãnh đạo tôn giáo, các nhà hoạt động đồng tính và các cá nhân khác. Kể từ tháng 4 năm 2009, đã có một cuộc tranh luận về việc giới thiệu kết hợp dân sự ở Bulgaria. Chính phủ đã đề nghị Quốc hội (Quốc hội) bỏ phiếu ủng hộ Bộ luật Gia đình mới, được cho là bao gồm các quan hệ đối tác đã đăng ký.
Tuy nhiên, hôn nhân này sẽ không mở cửa cho các cặp cùng giới. Tuy nhiên, vào ngày 16 tháng 7 năm 2008, Ủy ban Bảo vệ Chống phân biệt đối xử ở Bulgaria đề nghị rằng quyền kết hợp dân sự cũng nên được mở rộng cho các cặp cùng giới. Giáo hội Công giáo sau đó tuyên bố phản đối công nhận quan hệ đối tác đã đăng ký, bày tỏ lo ngại rằng việc công nhận hợp pháp đã đăng ký cho cả các cặp vợ chồng khác giới và cùng giới sẽ "làm suy yếu" và "gây nguy hiểm" cho tổ chức hôn nhân. Một số người phản đối tuyên bố thêm rằng Bộ luật Gia đình sẽ hợp pháp hóa loạn luân và đa thê mặc dù mã dự thảo rõ ràng cấm cả hai. Cuối cùng, vào ngày 12 tháng 6 năm 2009, sau hai năm tranh luận, Bộ luật Gia đình mới đã được thông qua mà không có phần về quan hệ đối tác đã đăng ký cho cả các cặp cùng giới và khác giới.
Vào năm 2012, các cuộc tranh luận lại bắt đầu về việc Bộ luật Gia đình có nên công nhận quan hệ đối tác đã đăng ký hay không và cung cấp cho các cặp vợ chồng sống thử với một số quyền có sẵn cho các cặp vợ chồng bao gồm quyền nhận con nuôi, thu hẹp tín dụng chung và cho phép điều trị y tế. Những người phản đối tuyên bố rằng hợp pháp hóa quan hệ đối tác đã đăng ký sẽ "làm suy yếu" hôn nhân, rằng điều đó trái với đạo đức của Bulgaria và nó sẽ "gây nhầm lẫn" cho trẻ em, trong khi những người ủng hộ tuyên bố rằng họ sẽ bảo vệ những gia đình không chọn kết hôn, cũng như trẻ em. Theo Viện Thống kê Quốc gia, khoảng 59% tất cả trẻ em Bulgaria sinh năm 2012 được sinh ra từ cha mẹ chưa lập gia đình.